# Rhynchina curvilinea
Rhynchina curvilinea là một loài bướm đêm trong họ Erebidae.